# Kvirre och Hoppsan (trollen)
Kvirre och Hoppsan är två troll i en bokserie i 21 volymer av Ester Ringnér-Lundgren, som gavs ut mellan åren 1951 och 1973 på B. Wahlströms bokförlag i serien B. Wahlströms barnböcker.
Kvirre är det ordentliga av trollen medan Hoppsan mer tar dagen som den kommer och är mera "hoppig". I flera av de senare böckerna i serien koncentreras handlingen helt på Hoppsan, medan Kvirre reducerats till en bifigur.

## Figurer
- Kvirre
- Hoppsan
- Frallis

## Böcker
- 1951 – Kvirre och Hoppsan
- 1952 – Kvirre och Hoppsan far till Afrika
- 1953 – Kvirre och Hoppsan i farten
- 1954 – Kvirre och Hoppsan på trollresa
- 1955 – Kvirre och Hoppsan finner trollguldet
- 1956 – Kvirre och Hoppsan i Gränslösa
- 1957 – Kvirre och Hoppsan i vida världen
- 1958 – Kvirre, Hoppsan och trollspöet
- 1959 – Kvirre och Hoppsan på Grålleborg
- 1960 – Kvirre och Hoppsan på sagoön
- 1961 – Kvirre, Hoppsan och Skvallerina
- 1963 – Hoppsan vill bli berömd
- 1963 – Kvirre och Hoppsan på tigerjakt
- 1964 – Hoppsan vinner
- 1965 – Hoppsans stadsresa
- 1966 – Hoppsan och trollkungens ring
- 1966 – Hoppsan och rövaren Kolifej
- 1967 – Kvirre och Hoppsan i TV
- 1969 – Hoppsan och vilde Jim
- 1970 – Hoppsan och vilde Jim till sjöss
- 1973 – Kvirre och Hoppsan i Vilda Västern